# Obraz Matki Boskiej Opolskiej
Obraz Matki Boskiej Opolskiej – wizerunek przedstawiający Maryję z Dzieciątkiem w typie Hodegetrii, znajdujący się w katedrze Świętego Krzyża w Opolu. Obraz otoczony jest kultem religijnym i uważany za cudowny. Matka Boża z tego wizerunku jest ustanowiona przez Stolicę Apostolską patronką diecezji opolskiej oraz miasta Opola. 

## Historia

### Obraz w Piekarach Śląskich
Pierwsze wzmianki o obrazie Matki Bożej Opolskiej pochodzą z 1659, kiedy to został odnaleziony przez proboszcza ks. Jakuba Roczkowskiego w bocznym ołtarzu bazyliki Najświętszej Marii Panny i św. Bartłomieja w Piekarach Śląskich, zaraz po przejściu fali protestantyzmu przez Śląsk. W 1678 paulini z Jasnej Góry sprowadzili do Piekar Śląskich specjalną komisję, która miała zbadać podstawy kultu obrazu. W rezultacie ks. Roczkowskiego aresztowano na miesiąc za fałszywe szerzenie kultu obrazu, a obraz schowano w zakrystii. Po buncie ludności piekarskiej obraz znowu umieszczono w ołtarzu głównym, lecz zakazano jego kultywowania.
W 1680 Czechy nawiedziła zaraza. Cesarz Leopold I nakazał sprowadzić obraz z Piekar Śląskich. Wizerunek sprowadzony przez o. Wacława Schwertfera SJ umieszczono na kilka tygodni w kolegiacie św. Klemensa w Pradze, następnie 15 marca tegoż roku w uroczystej procesji przeniesiono go do katedry św. Wita. Gdy zaraza ustąpiła, wtedy arcybiskup praski Jan Bedřich z Valdštejna oficjalnie orzekł, że obraz jest cudowny. Obraz wywieziono z powrotem do Piekar Śląskich. W drodze orszak zatrzymał się w miejscowości Hradec Králové, gdzie wykonano kopię obrazu. Do Piekar Śląskich obraz dotarł 25 marca 1680.
Gdy Europę najechały wojska tureckie, obraz wywieziono do Nysy, a później do Opola. Udający się na odsiecz Wiednia, król Jan III Sobieski modlił się przed kopią wizerunku wykonaną w miejscowości Hradec Králové, a wystawioną w Piekarach Śląskich o zwycięstwo. Kiedy wracał po wygranej bitwie pod Wiedniem, nakazał ze zdobytego srebra wykonać sukienkę dla postaci obrazu. Wizerunek wrócił do Piekar Śląskich. W XVIII wieku, gdy Karol XII zwyciężył w bitwie pod Narwą i przekroczył granicę Polski w 1702, wizerunek ponownie wywieziono 31 lipca tegoż roku przez piekarskiego superiora o. Jana Tadeusza Skupina SJ do Opola, skąd już nigdy nie wrócił do Piekar Śląskich. Podjęto wówczas liczne, usilne starania ludności i duchowieństwa piekarskiego oraz interwencje u władz opolskich, wrocławskich, na dworze cesarza Karola VI Habsburga czy w Rzymie, celem kolejnego sprowadzenia obrazu do Piekar Śląskich. Wszystkie te próby zakończyły się jednak niepowodzeniem, a Wikariat Generalny stwierdził, że obraz jest wystarczająco długo w Opolu, aby tam mógł pozostać na stałe, a w Piekarach Śląskich znajduje się znana i czczona jego kopia. 

### Obraz w Opolu

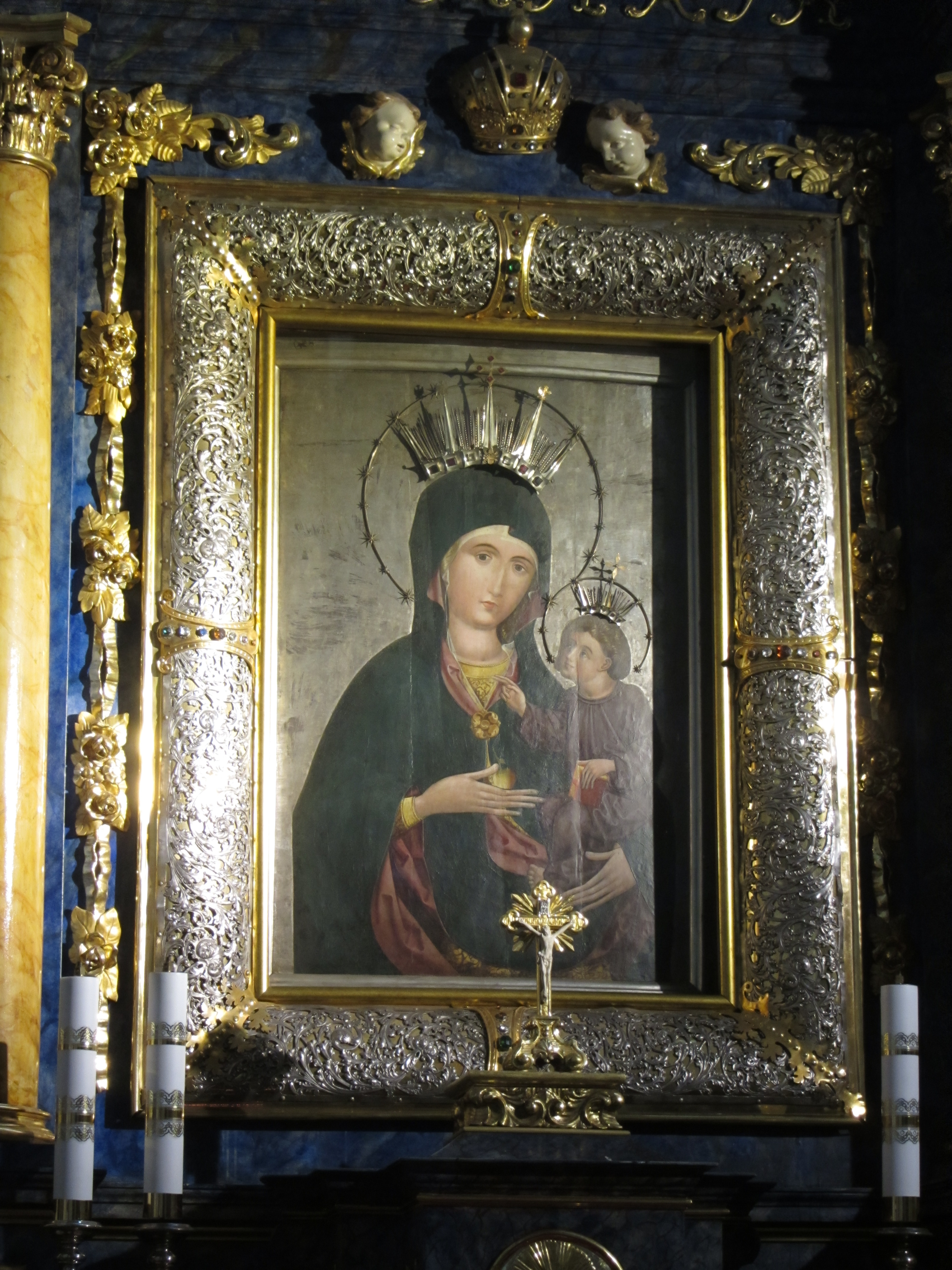
Obraz Matki Boskiej Opolskiej w ujęciu ołtarzowym, prawej kaplicy maryjnej katedry Świętego Krzyża w Opolu

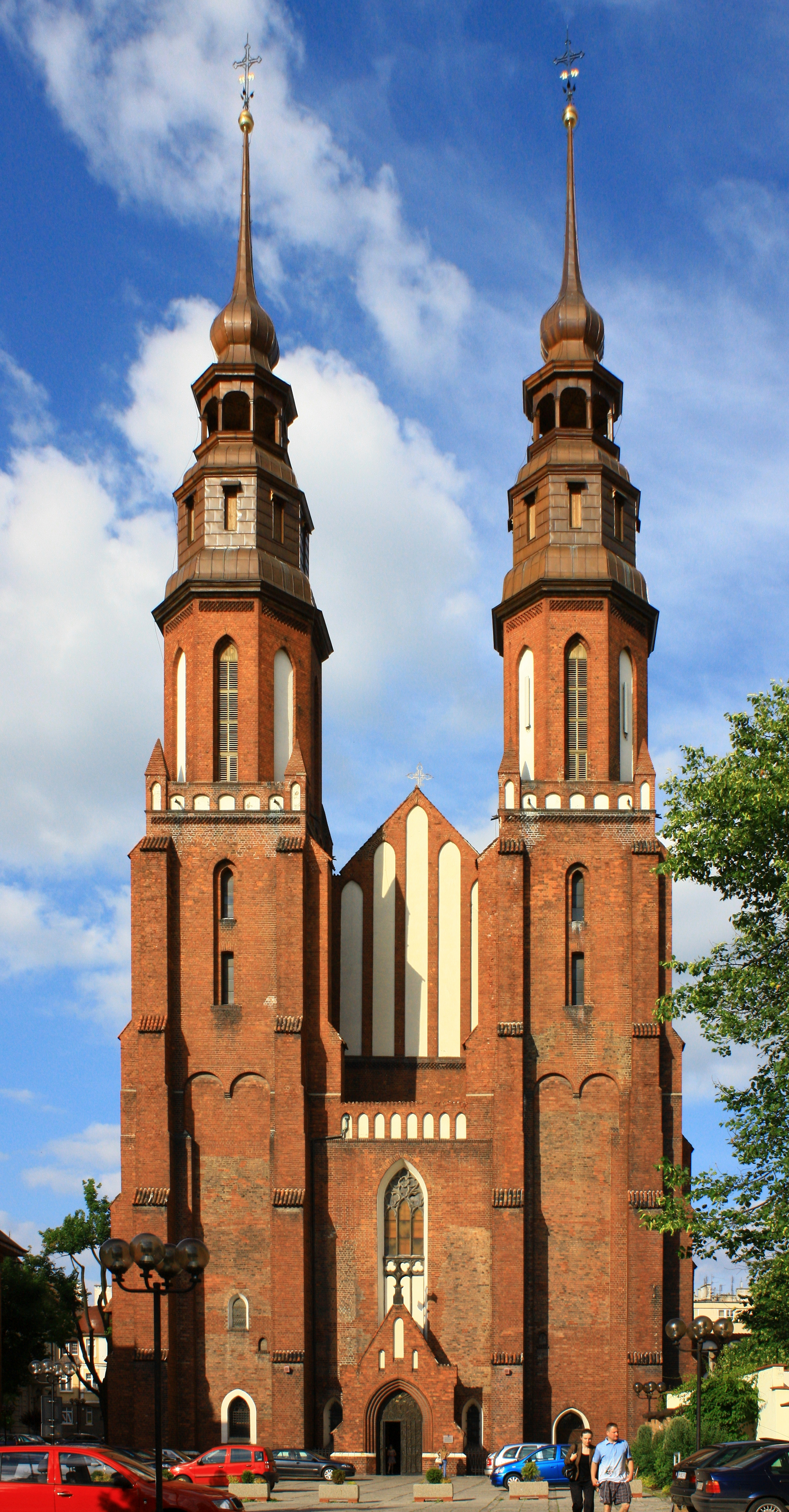
Fasada katedry Świętego Krzyża – sanktuarium Matki Boskiej Opolskiej

Początkowo obraz umieszczono 15 sierpnia 1702 na miejscu kopii wizerunku jasnogórskiego w ołtarzu głównym kościoła Świętej Trójcy, wybudowanym na miejscu Zamku Piastowskiego, należącym do jezuitów. Podczas I wojny śląskiej w 1740 obraz przewieziono do Ołomuńca, skąd po roku powrócił do Opola. Na początku XIX wieku, ze zniszczonego już kościoła malowidło wyniesiono do kaplicy urządzonej na miejscu seminarium, służącej tylko nabożeństwom szkolnym. Po sekularyzacji klasztoru dominikanów, obraz przeniesiono w 1810 do kościoła Matki Bożej Bolesnej i św. Wojciecha (na Górce), do ołtarza głównego. Tam wisiał do 1813, kiedy to w obawie przed wojskami rosyjskimi obraz ukryto w czytelni gimnazjum.
Ponieważ ludność opolska żądała dostępu do obrazu, podjęto decyzję o przeniesieniu go 17 grudnia 1813 do kolegiaty św. Krzyża, a następnego dnia proboszcz Franciszek Paul umieścił obraz w bocznej kaplicy maryjnej. Ks. Paul pisał wówczas:

Obraz znajduje się za szkłem w ciężkiej ramie, która ozdobiona jest srebrnymi liśćmi, z tyłu zamykana. Na samym obrazie znajduje się srebrna sukienka i 21 gwiazdek, 2 korony wykonane są z miedzi, a następnie pozłacane, 3 małe naszyjniki perełkowe i kamienie na obrazie i ramie nie są szlachetne.

Mała liczba kapłanów oraz sytuacja polityczna nie pozwalała organizować nabożeństw pielgrzymkowych. Kościół w tym czasie służył katolikom i protestantom. Ostatecznie ks. Paul umieścił obraz w przykościelnej kaplicy Matki Bożej Szkaplerznej służącej bractwu MB Szkaplerznej.
Kult obrazu został ożywiony, kiedy proboszczem kolegiaty został ks. Hermann Gleich, późniejszy wrocławski biskup pomocniczy. Wybudowano i poświęcono nowy ołtarz, który później podniesiono w 1856 do rangi ołtarza uprzywilejowanego, decyzją papieża Piusa IX. Jednak całe życie religijne miasta zamarło w czasie tzw. kulturkampfu. Z tego okresu pochodzi dokument, ukryty pod ozdobną koroną obrazu, w którym m.in. czytamy:

Dnia 6 maja 1879 obraz ten został wydobyty z ołtarza, który był pokryty kurzem i pajęczyną (...) Wiele parafii jest osieroconych. W okręgu Strzelec Opolskich jest trzech proboszczów państwowych. Lud ich unika. Zakony są rozwiązane. Siostry Magdalenki z Czarnowąs wyjechały do Holandii, Siostry Szkolne z Opola są w Austrii, Ojcowie z Góry Św. Anny przenieśli się do Holandii. Nasz biskup Foerster jest urzędowo usunięty i przebywa w Jaworniku. Duchowieństwo jest mu wierne.

Od 1895 nastąpiło ożywienie czci obrazu. Wybudowano w 1899 dwie wielkie, strzeliste wieże przy kościele, jako wotum dla Matki Bożej. Za księdza prałata Józefa Kubisa sprowadzono barokowy ołtarz z kościoła w Jeleniej Górze w miejsce starego. W 1927 obraz odnowiono przez malarza Leszczyńskiego, a w 1936 obraz poddano gruntownej konserwacji w pracowni malarskiej Vincenta Lucasa Mrzygloda w Nysie, po zakończeniu której 11 października tegoż roku obraz został uroczyście poświęcony przez wrocławskiego biskupa pomocniczego Walentego Wojciecha. W czasie II wojny światowej wizerunek ukryto w Zakładzie św. Józefa w Prószkowie, a w miejsce oryginału wstawiono kopię (dziś eksponowaną w Muzeum Diecezjalnym w Opolu). Po zakończeniu wojny obraz ponownie został umieszczony w lipcu 1945 przez ks. Reinholda Brauna w kościele. 17 lipca 1945 roku odbył się pierwszy powojenny odpust ku czci Matki Bożej Opolskiej. Miesiąc później kolegiatę podniesiono do rangi prokatedry. Warto dodać, że wśród darów wotywnych ofiarowanych Matce Bożej w tym wizerunku znajdują się m.in. pamiątki złożone przez świętych papieży: złoty medal oraz okolicznościowa ozdobna świeca ofiarowane przez Jana XXIII czy kielich mszalny oraz perłowy różaniec ofiarowane przez Pawła VI. 

#### Jubileusz 250-lecia pobytu obrazu w Opolu
W lutym 1946 red. P. Pawlikiewicz, przy okazji transmisji nabożeństwa w Piekarach Śląskich, ogłosił w radiu, że obraz zostanie wywieziony do Piekar Śląskich z okazji stulecia istnienia tego kościoła i pozostanie tam na stałe. Informację tę potwierdził proboszcz piekarski, ks. Henryk Ligoń. Administrator Apostolski Bolesław Kominek, zaprotestował i ogłosił, że w 1952 odbędzie się jubileusz 250-lecia pobytu obrazu w Opolu, przez co obraz na te uroczystości pozostanie. Na jubileusz ten zaprosił prymasa Polski Stefana Wyszyńskiego. Z okazji jubileuszu wizerunek przeniesiono 6 grudnia 1952 do ołtarza głównego, a główna uroczystość odbyła się 14 grudnia.

## Opis obrazu
Obraz namalowany został techniką temperową na desce lipowej o wymiarach (129 × 92) cm, w typie Hodegetrii italsko-bizantyjskiej, w postaci półfigury, około 1480 na terenie Czech. U podstawy obrazu widnieje miniaturowa główka gołąbka i dwie litery: „L M” wplecione w ozdobne obramowanie, które prawdopodobnie oznaczają anonimowego twórcę wizerunku.

### Matka Boża
Głowa Maryi o twarzy karnacji żółtawej z lekkim rumieńcem, jest nieznacznie pochylona ku Dzieciątku, podtrzymywanym na jej lewym ręku. W prawej ręce Madonny wyciągniętej ku niemu, trzyma żółto-czerwone jabłko. Maryja okryta jest ciemno szmaragdowym płaszczem w typie bizantyjskiego maforionu, z wąziutką złotą lamówką. Spod tej szaty na głowie Maryi wychyla się zwisający na czoło rąbek białej tkaniny. Podszewka jest koloru czerwono-brunatnego o winnym odcieniu. Pod płaszczem (spiętym żółtą zaponą), w drobnych partiach, przebłyskuje żółta suknia z brokatowym wzorem. Można zauważyć silne łamanie gdzieniegdzie fałdów płaszcza, tworzących na rękawie krótkie zygzaki.

### Jezus Chrystus
Dzieciątko o głowie silnie modelowanej, podniesionej nieco w lewo ku górze i włosach lekko kręconych w kolorze ciemny-blond jest zwrócone ku Maryi. Prawą ręką błogosławi, a lewą opiera na księdze, która zastępuje dawny zwój Pisma Świętego. Księga ta opiera się na lewej jego nodze. Ubrane jest w brązowo-fioletową sukienkę, mocno drapowaną.

## Koronacja obrazu
W dniu 25 marca 1983 bp ordynariusz Alfons Nossol wysłał do papieża Jana Pawła II dokumentację dotyczącą historii kultu i cudów razem z prośbą o koronację wizerunku, z okazji drugiej pielgrzymki do Polski. Obraz poddano konserwacji. Nie nałożono ponownie srebrnych sukienek i pierwszych koron ofiarowanych przez króla Jana III Sobieskiego, które później podarowano Muzeum Diecezjalnemu. Koronacja wizerunku koronami srebrno-złotymi odbyła się 21 czerwca 1983 na Górze Świętej Anny, podczas uroczystych nieszporów na ołtarzu polowym, na którym zawieszono sprowadzony z Opola wizerunek Matki Boskiej Opolskiej. Główny koronator, papież Jan Paweł II, w homilii powiedział m.in.:

Z radością gromadzimy się tutaj pod koniec dnia, aby sprawować ofiarę wieczornej modlitwy, a także, by dokonać uroczystej koronacji Chrystusa i Jego Matki, Matki Bożej Opolskiej. Dla tych, którzy rozumieją wewnętrzny sens tego obrzędu, będzie to niejako lekcja owej ewangelicznej nauki, wedle której więksi są w królestwie niebieskim ci, co okazali się pierwsi w służbie i świadczeniu miłości. Sam nasz Pan, który przyszedł nie po to, aby Mu służono, ale by służyć, kiedy został wywyższony ponad ziemię, wszystko pociągnął ku sobie i z drzewa krzyża zapanował mocą miłości i dobroci. Święta Maryja zaś, której chwałę dzisiaj głosimy, na ziemi była pokorną Służebnicą Pańską; całkowicie oddana Synowi, współpracowała z samą tajemnicą i w tajemnicy Odkupienia; zabrana do niebieskiej chwały nie zaniechała zbawczej opieki nad braćmi Chrystusa, ale troszcząc się o ich wieczne zbawienie pozostaje Szafarką miłosierdzia i Królową miłości.

W uroczystościach tych wzięli udział ponadto: ordynariusz opolski bp Alfons Nossol wraz z trzema biskupami pomocniczymi: Wacławem Wyciskiem, Antonim Adamiukiem i Janem Wieczorkiem oraz sześciu kardynałów: Agostino Casaroli – sekretarz stanu Stolicy Apostolskiej, Józef Glemp – prymas Polski, John Krol z Filadelfii, Franciszek Macharski z Krakowa, Joachim Meisner z Berlina, Hermann Volk z Moguncji i około 40 biskupów oraz rzesza duchowieństwa i wiernych. Obecne były również władze wojewódzkie i przedstawiciele dyplomatyczni z Francji, Republiki Federalnej Niemiec, Stanów Zjednoczonych, Holandii, Australii i Peru. Jako wotum dla wizerunku Matki Boskiej Opolskiej, papież Jan Paweł II ofiarował złożony na ręce bp. Alfonsa Nossola ozdobny różaniec z pereł połączonych złotym łańcuszkiem.

## Patronat
Początkowo na dzień wspomnienia liturgicznego Matki Boskiej Opolskiej w jej wizerunku wyznaczono dzień 16 lipca. Po koronacji tego wizerunku przez papieża Jana Pawła II na Górze Świętej Anny przeniesiono tę datę na podstawie dekretu Stolicy Apostolskiej z 18 lutego 1984, na dzień 21 czerwca, który to dzień w diecezji opolskiej ma rangę wspomnienia obowiązkowego.
Po ustanowieniu przez papieża Pawła VI w dniu 28 czerwca 1972, bullą łac. Episcoporum Poloniae coetus nowych diecezji w Polsce, w tym również diecezji opolskiej i mianowaniu pierwszego biskupa ordynariusza Franciszka Jopa, który objął ten urząd 16 lipca 1972, postać Maryi w jej opolskim wizerunku jest patronką diecezji opolskiej. W liście pasterskim wydanym z tej okazji biskup napisał m.in.:

Dzisiaj nasza wielka uroczystość diecezjalna schodzi się ze świętem Matki Bożej Opolskiej czczonej w Jej cudownym Obrazie. Matce Najświętszej oddaję w opiekę naszą nową diecezję. Umyślnie te dwie uroczystości połączyliśmy w tym dniu, aby oddać Diecezję Opolską w stałą opiekę Matki Bożej.

Następnie na prośbę tegoż biskupa, Kongregacja Kultu Bożego, Stolicy Apostolskiej, 16 października 1974 ustanowiła Matkę Bożą Opolską w jej wizerunku główną patronką miasta Opola.